# Bobby Durham
Robert Joseph "Bobby" Durham (Philadelphia, 3 februari 1937 – Genua, 6 juli 2008) was een Amerikaanse jazz-drummer. Hij werkte onder meer met Ella Fitzgerald en was lid van het orkest van Duke Ellington.
Durham speelde verschillende instrumenten (zoals vibrafoon en trombone), maar koos uiteindelijk voor de drumkit. Hij speelde bij The Orioles toen hij zestien was. Na zijn diensttijd die hij doorbracht in legerbands, speelde hij bij King James en Stan Hunter. In 1960 ging hij naar New York, waar hij speelde met talloze musici, waaronder Cat Anderson, Lloyd Price en Wild Bill Davis. In 1963 maakte hij met saxofonist Red Holloway zijn eerste plaatopnames. Midden jaren zestig ging hij op tournee met de soul-zangers James Brown en  Marvin Gaye. In 1967 drumde hij enige maanden bij de band van Duke Ellington, waarna hij werd aangenomen door pianist Oscar Peterson. Hij zou een kleine drie jaar in diens trio werken, maar later nog verschillende keren terugkeren. Hij toerde twee jaar met het trio van Monty Alexander, speelde daarna bij de Franse saxofonist Gérard Badini en werd in 1974 lid van het Tommy Flanagan Trio. Dit gezelschap was ook de begeleidingsgroep van zangeres Ella Fitzgerald. Norman Granz, eigenaar van platenmaatschappij Verve en impresario, deed graag een beroep op Durham, bijvoorbeeld voor diens jam-sessies. In het kader van deze Jazz at the Philharmonic-concerten maakte Durham opnames met bijvoorbeeld Joe Pass, Dizzy Gillespie en Milt Jackson. Durham is ook op andere opnames te horen: zo begeleidde hij onder meer zanger Frank Sinatra. In de jaren tachtig drumde hij in de groep van trombonist Al Grey. Durham had ook af en toe een eigen combo, met Europese musici. Als hij achter het drumstel zat, zong hij ook wel.
Durham overleed aan de gevolgen van longkanker.

## Discografie
- Bobby Durham Trio/Gerald Price, Black & Blue, 1979
- Live at Ghedi Jazz festival, Vibra, 2005
- Domani's Blues, Azzurra Music, 2005
- For Lovers Only, Azzurra Music, 2005
- We Three Plus Friends, Azzurra Music, 2005